# La Chapelle-Urée
La Chapelle-Urée és un municipi francès situat al departament de la Manche i a la regió de Normandia. L'any 2007 tenia 130 habitants.

## Demografia

### Població
El 2007 la població de fet de La Chapelle-Urée era de 130 persones. Hi havia 76 famílies de les quals 28 eren unipersonals (8 homes vivint sols i 20 dones vivint soles), 32 parelles sense fills i 16 parelles amb fills.
La població ha evolucionat segons el següent gràfic:
Habitants censats

### Habitatges
El 2007 hi havia 103 habitatges, 71 eren l'habitatge principal de la família, 19 eren segones residències i 13 estaven desocupats. 94 eren cases i 7 eren apartaments. Dels 71 habitatges principals, 49 estaven ocupats pels seus propietaris, 21 estaven llogats i ocupats pels llogaters i 1 estava cedit a títol gratuït; 6 tenien una cambra, 3 en tenien dues, 17 en tenien tres, 17 en tenien quatre i 28 en tenien cinc o més. 52 habitatges disposaven pel capbaix d'una plaça de pàrquing. A 44 habitatges hi havia un automòbil i a 19 n'hi havia dos o més.

### Piràmide de població
La piràmide de població per edats i sexe el 2009 era:
| Homes | Edats   | Dones |
| ----- | ------- | ----- |
| 0     | 95 o +  | 0     |
| 0     | 90 a 94 | 0     |
| 0     | 85 a 89 | 0     |
| 0     | 80 a 84 | 0     |
| 0     | 75 a 79 | 4     |
| 4     | 70 a 74 | 20    |
| 12    | 65 a 69 | 8     |
| 0     | 60 a 64 | 4     |
| 4     | 55 a 59 | 4     |
| 4     | 50 a 54 | 4     |
| 8     | 45 a 49 | 0     |
| 0     | 40 a 44 | 4     |
| 0     | 35 a 39 | 0     |
| 0     | 30 a 34 | 4     |
| 8     | 25 a 29 | 4     |
| 0     | 20 a 24 | 0     |
| 4     | 15 a 19 | 8     |
| 4     | 10 a 14 | 4     |
| 0     | 5 a 9   | 4     |
| 0     | 0 a 4   | 0     |

## Economia
El 2007 la població en edat de treballar era de 79 persones, 56 eren actives i 23 eren inactives. De les 56 persones actives 50 estaven ocupades (31 homes i 19 dones) i 6 estaven aturades (2 homes i 4 dones). De les 23 persones inactives 12 estaven jubilades, 1 estava estudiant i 10 estaven classificades com a «altres inactius».

### Ingressos
El 2009 a La Chapelle-Urée hi havia 63 unitats fiscals que integraven 123 persones, la mediana anual d'ingressos fiscals per persona era de 12.452 €.

### Activitats econòmiques
Dels 2 establiments que hi havia el 2007, 1 era d'una empresa de comerç i reparació d'automòbils i 1 d'una empresa d'hostatgeria i restauració.
Dels 2 establiments de servei als particulars que hi havia el 2009, 1 era un taller de reparació d'automòbils i de material agrícola i 1 restaurant.
L'any 2000 a La Chapelle-Urée hi havia 21 explotacions agrícoles que ocupaven un total de 360 hectàrees.

## Poblacions més properes
El següent diagrama mostra les poblacions més properes.